# Abraham-Lincoln-Stiftung
Die Abraham-Lincoln-Stiftung (ALS) in Berlin war eine Organisation der Rockefeller-Stiftung, die von 1927 bis 1934 in der Weimarer Republik versuchte, die bürgerlich-demokratischen Kräfte zu stärken. Präsident war 1927 Carl Heinrich Becker, Geschäftsführer waren ab 1928 Reinhold Schairer und Hans Simons. Über 100 Persönlichkeiten befanden sich 1928 im Beirat.

## Name der Stiftung
Der Name der Stiftung geht auf Geoffrey Winthrop Young zurück, der beabsichtigte, jungen Deutschen die Ausgestaltung ihrer besonderen Gaben und Fähigkeiten auf künstlerischem, wissenschaftlichem oder allgemein menschlichem Gebiet zu ermöglichen.

## Arbeit der Stiftung
Die Stiftung arbeitete vor allem durch Stipendien und Prämien. So vergab die ALS Zuschüsse an circa 60 Kandidaten aus Kunst, Publizistik und Wissenschaft. Die Arbeit der Stiftung konzentrierte sich auf das Bildungswesen und Publizistik. Der frühere Professor Hans Simons und der Bildungsexperte Reinhold Schairer dienten als Geschäftsführer der Stiftung. Die Rockefeller-Stiftung versuchte, die Finanzquellen der ALS geheim zu halten.
Durch Geld der ALS wurde eine Studie des Erziehungswissenschaftlers Robert Ulich zur Überprüfung der Effektivität des Auswahlverfahrens der Studienstiftung des deutschen Volkes mitfinanziert. Der damals jung-konservative Autor Giselher Wirsing reiste mit einem ALS-Stipendium 1930 durch die USA. Der Autor Stefan Andres bekam für seinen Roman Bruder Lucifer 1932 eine Prämie der ALS und reiste damit nach Rom.
Der ALS-Präsident Becker starb 1933 und die Geschäftsführer der Stiftung, Simons und Schairer, emigrierten 1934 ins Ausland. Die Stiftung stellte daraufhin quasi ihre Arbeit ein. Jedoch noch bis 1935 finanzierte die Stiftung die Zwillingsforschungen von Otmar Freiherr von Verschuer am Kaiser-Wilhelm-Institut für Anthropologie, menschliche Erblehre und Eugenik in Berlin.
Viele Dokumente der Arbeit der ALS sind verlorengegangen.

## Beirat (Auswahl)
- Theodor Bäuerle
- Ernst Robert Curtius
- Robert von Erdberg
- Wilhelm Flitner
- Hans Freyer
- Walter Gropius
- Theodor Haubach
- Werner Otto von Hentig (gleichzeitig Mitglied des Deutschen Herrenklubs)
- Walter Hofmann
- Georg Kerschensteiner
- Ludwig Klages
- Fritz Klatt
- Käthe Kollwitz
- Heinz Marr
- Eugen Rosenstock-Huessy
- Kurt Tucholsky
- Viktor von Weizsäcker

## Stipendiaten (Auswahl)
- Stefan Andres
- Hans Dehmel
- Theodor Eschenburg
- Bernhard Grzimek
- Hans Henny Jahnn
- Hans Jürgen Kallmann
- Fritz Klatt
- Klaus Mehnert
- Peter de Mendelssohn
- Hans Queling
- Alfred Sohn-Rethel
- Dolf Sternberger
- Giselher Wirsing